# Олпе
Олпе (на немски: Olpe) е град в Германия, провинция Северен Рейн-Вестфалия. Част е от Административния окръг Арнсберг. Населението му е 25 612 жители от преброяването към 31 декември 2006 г. Заема площ от 85,6 км². Официален код 05 9 66 024. Разделен е на 22 района.